# Bráctea

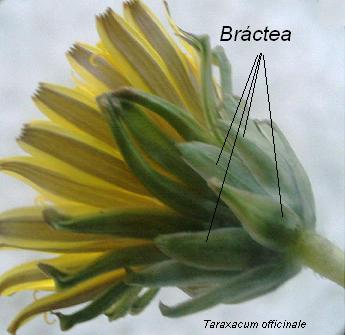
Brácteas no dente de leão

Brácteas são estruturas foliáceas associadas às inflorescências das Angiospermas. Têm origem foliar e a função original de proteger a inflorescência ou as flores em desenvolvimento.
Quando localizadas ao longo da haste a inflorescência, assumem aspecto geralmente escamiforme, muitas vezes não passando de membranas esverdeadas ou mesmo secas que revestem o escapo. Já quando associadas às flores, podem algumas vezes se mostrar desenvolvidas, assumindo cores, formas e texturas semelhantes às de pétalas, tomando para si a função de atrair polinizadores.
As brácteas são as estruturas mais chamativas de plantas como a politista.